# ドン-2N (レーダー)
ドン-2N（ロシア語: Дон-2Н）は、ロシア連邦の早期警戒レーダー。NATOコードネームはピルボックス（英語:  Pill Box）。ロシア連邦の首都モスクワ郊外に所在し、A-135弾道ミサイル迎撃システムの主要部分を構成する。

## 概要
ドン-2Nは、エルブルス-2スーパーコンピュータによって稼働しており、大陸間弾道ミサイルの弾頭級の標的に対して3,700kmの探知距離を有する。
1998年のアメリカ合衆国の単一統合作戦計画（英語: Single Integrated Operational Plan、略称：SIOP）では、ドン-2Nを69発の核兵器で連続攻撃を実施するようになっていた。